# Eric Degenhardt
Eric Degenhardt (* 1968 in Köln) ist ein deutscher Industriedesigner.

## Leben
Degenhardt studierte an der RWTH Aachen Architektur und arbeitete zunächst als Architekt an verschiedenen architektonischen Projekten. Nach einem Aufenthalt in London richtete er seinen Fokus auf Möbel und Industriedesign. Seit der Gründung seines Studios in Köln im Jahr 2000 arbeitet er für internationale, renommierte Unternehmen.

## Arbeiten
Möbel, Leuchten, Schreibgeräte, Microarchitekturen

## Auszeichnungen
- iF Design Award für »Siedle Basic Audio«, 2016[1]
- German Design Award für »Siedle Basic Audio«, 2016
- Nominierung – UX Design Award für »Siedle Basic Video«, 2016
- Good Design Award (Chicago Athenaeum) für »Velas/Programm 850« Wilkhahn, 2009
- red dot design award für »Velas/Programm 850« Wilkhahn, 2009
- Innovationspreis Architektur und Office XXL Award der AIT für »Velas/Programm 850« Wilkhahn, 2008
- Nominierung – Designpreis der Bundesrepublik Deutschland 2009 für »CUP sofa«, 2008
- interior innovation award der imm cologne, 2007 und 2008
- Monaco Luxepack Design Award, 2004